# Jelena De-Wos-Sobolewa
Jelena De-Wos-Sobolewa (ur. 1875/1878, zm. 1945) – rosyjska sopranistka operowa i operetkowa, reżyser i pedagog.

## Życiorys
Urodziła się w 1875 lub 1878 roku, jej ojciec był organistą i nauczycielem śpiewu. Od 1880 roku mieszkała w Tbilisi, gdzie ukończyła gimnazjum, po czym przeniosła się do konserwatorium w Kijowie, do klasy Camille Everardiego. Następnie brała lekcje w Tbilisi i u wuja w Brukseli. Debiutowała w Tbilisi w 1893 roku razem z Fiodorem Szalapinem. W 1898 roku w Kijowie debiutowała w przedstawieniu operowym, występującą jako Gilda w Rigoletcie Giuseppe Verdiego. Następnie występowała w Odessie, Jekaterynosławiu, Kiszyniowie, Irkucku, Permie, Jekaterynburgu, Moskwie, Niżnym Nowogrodzie, Kijowie, Charkowie, Saratowie, Kazaniu, Rydze, Tblilisi.
Wyszła za mąż, od 1914 roku mieszkała w Permie. Od 1917 roku śpiewała w Permie, Charkowie i Niżnym Nowogrodzie. Od 1917 roku była pedagogiem w konserwatorium piotrogrodzkim, następnie od 1918 do 1922 roku w niżnonowogrodzkim i od 1923 do 1940 w leningradzkim.